# Rafan Sidibé
Rafan Sidibé (arabisch رافان سيديبي; * 12. März 1984 in Bamako) ist ein ehemaliger malischer Fußballspieler. Der Stürmer nahm mit der malischen Fußballnationalmannschaft an den Olympischen Sommerspielen 2004 in Athen teil.

## Karriere

### Vereine
Sidibé wurde in Bamako geboren und spielte zunächst für JS Centre Salif Keita und Stade Malien, bevor er nach Algerien wechselte, wo er 2005 bei MC Alger in der Ligue Professionnelle 1 spielte. Am 20. Februar 2006 erlitt Sidibé im Rückspiel des Viertelfinales des Arab Club Champions Cup 2005/06 für MC Alger gegen ENPPI Club einen doppelten Schienbeinbruch. Er wurde am folgenden Tag operiert und pausierte dann bis zum 10. Januar 2007, als er in einem Freundschaftsspiel gegen AC Florenz wieder ein Tor erzielte.
Nach drei Jahren bei MC Alger ging Sidibé zum Rivalen MSP Batna. Eine Saison später wechselte er zum marokkanischen Olympique Safi in Botola.

### Nationalmannschaft
Sidibé war 2004 Mitglied der malischen Fußballnationalmannschaft bei den Olympischen Sommerspielen. Das Team kam ins Viertelfinale, verlor aber gegen Italien und kam so auf Rang 5.